# BEST HITS LIVE〜Save The Children SPEED LIVE 2003〜
『BEST HITS LIVE〜Save The Children SPEED LIVE 2003〜』（ベスト・ヒッツ・ライブ セイブ・ザ・チルドレン・スピード・ライブ・にせんさん）は、日本の女性グループSPEEDの2枚目のライブアルバムである。グループが2度目の再結成を行ったときにリリースされた作品である。

## 解説
- コピーコントロールCD。
- 初回生産分のみ紙製スリーブケース仕様。
- ライブで歌われなかった「Precious Time」「One More Dream」の2曲以外のシングル曲は全て収録されている。
- SPEEDのアルバムとしては初めてオリコンTOP10を逃した。

## 収録曲
1. Be My Love
2. Go! Go! Heaven
3. STEADY
4. ALL MY TRUE LOVE
5. Snow Kiss(Unplugged)
6. my graduation(Unplugged)
7. ALIVE
8. Walking in the rain
9. Long Way Home
10. Stars to shine again
11. BODY & SOUL
12. White Love
13. Breakin' out to the morning
14. Wake Me Up!
15. 熱帯夜

### 作詞・作曲・編曲
- 「Walking in the rain」…作詞:安岡優（ゴスペラーズ） / 作曲:黒沢薫（ゴスペラーズ）
- 「Stars to shine again」…作詞:Tommy february6 / 作曲:MALIBU CONVERTIBLE
- 上記2曲以外･･･作詞・作曲:伊秩弘将
- 編曲は全て水島康貴

## カタログ
- AVCD-16046 定価￥2,625